# Víctor Rubiano
Víctor Manuel Rubiano Amaya (San Cristóbal, 25 de septiembre de 1953) es un ex-ciclista profesional venezolano.
Ganó la Vuelta a Venezuela y compitió en la Vuelta al Táchira, además de estar en otras competiciones nacionales.

## Palmarés
1972
- 1 etapa de la Vuelta al Táchira

1973 
- Clásico Virgen de la Consolación de Táriba
- Vuelta a Venezuela

## Equipos
- Club Martell (1976)